# Coregonus johannae
Coregonus johannae är en fiskart som först beskrevs av Wagner, 1910.  Coregonus johannae ingår i släktet Coregonus och familjen laxfiskar. IUCN kategoriserar arten globalt som utdöd. Inga underarter finns listade i Catalogue of Life.